# よこはまポートスタジオ
よこはまポートスタジオは、NHK横浜放送局のNHK-FM放送で平日の月曜 - 金曜 18:00 - 19:00に放送された情報番組である。2008年3月に、「よこはまサウンド♪シャトル」に衣替えする形で終了した。

## 概要
神奈川県内の話題やニュースとリクエスト曲を織り交ぜた60分の構成であった。金曜日は主に「アーティストスペシャルフライデー」と題しライブ演奏を中心に放送した。年末年始、5月の大型連休中、8月に長期休止（2 - 3週間）に入りサンセットパークを放送することがあった。
2004年4月には、それまで月曜日と水曜日に放送されたローカル番組「よこはまトワイライト倶楽部」と昼間に放送されたローカル番組かながわ情報ボックスを発展解消させて「よこはまポートスタジオ」を開始し、サンセットパークのネットを打ち切った。同年6月には、アーティストスペシャルフライデーが開始した（それまで金曜日はスペシャルと題して桂歌丸など文化人を招いたトークを放送した）。2005年10月には、かながわマンスリージャーナルが開始した。

## パーソナリティ
- 月曜日・火曜日：川治摩美（2006年4月3日 - )
- 水曜日・木曜日：天野真知
- 金曜日：不定（佐野英治、山本由布子）

過去
- 鳴海有希子（2003年4月23日一回のみ）
- 永井順子（ - 2005年）
- 岩田真季（現：勝田真季）（ - 2006年3月31日）
- 辻智太郎アナウンサー（ - 2006年7月）
- 平野奈央（ - 2006年8月）

## コーナー
- 月曜日・水曜日：街ラジオ
神奈川県内各地の話題を電話インタビューする。
- 火曜日・木曜日：○○のこの人に聞く！
パーソナリティが話題の人物を直にインタビューしたものや生でインタビューする。
- 火曜日・木曜日：ハーベストーク
気になる暮らしの話題を電話インタビューなどを交えて紹介する。
- 月曜日：とびだせ＠キャンパス
前番組よこはまトワイライト倶楽部から引継いだコーナーである。主に神奈川県内にキャンパスのある大学から、一ヶ月間その大学の各サークルのメンバーを呼んで話を聞く。毎年1月・4月・5月・7月・8月・12月はコーナーが休止する。
- 水曜日：神奈川音楽蔵（かながわおんがくぐら）
神奈川県内で話題のミュージシャンや音楽会などをインタビューする。
- 金曜日：アーティストスペシャルフライデー
主に川崎市にあるラ・チッタデッラ川崎の噴水広場サテライトスタジオからの公開放送である。注目のアーティストのライブ演奏を中心に放送する。
- 月一回金曜日：かながわマンスリージャーナル
辻智太郎が気になるニュースをジャーナリスティックにじっくり掘り下げて伝える。